# Coupe de l'AFC 2022
Navigation
Édition précédente Édition suivante
La Coupe de l'AFC 2022 est la 19e édition de la seconde plus prestigieuse des compétitions inter-clubs asiatiques. Les équipes se sont qualifiées par le biais de leur championnat respectif ou en remportant leur coupe nationale.
Le club bahreïnien Al Muharraq est le tenant du titre après sa victoire en 2021. En finale, la formation omanaise d'Al-Seeb l'emporte 3-0 face Kuala Lumpur FA, représentant de Malaisie.

## Participants

### Classements des fédérations
Sur le modèle utilisé depuis l'édition 2017 où le Comité des compétitions de l'AFC recommande un nouveau format pour la Coupe de l'AFC en répartissant les participants en cinq zones (Asie de l'Ouest, Asie centrale, Asie du Sud, ASEAN et Asie de l'Est). Le vainqueur de la zone Ouest et le vainqueur d'un mini-tournoi entre les quatre autres zones se qualifieront pour la finale,.
Les 47 fédérations membres de l'AFC sont classées selon les performances de leurs clubs au cours des quatre dernières années dans les compétitions organisées par l'AFC, les performances des sélections nationales n'étant désormais plus prises en compte. Depuis son admission comme membre permanent le 9 décembre 2020, la fédération des îles Mariannes du Nord peut présenter des équipes en Coupe de l'AFC.
Pour cette édition, c'est le classement du 29 novembre 2019 qui est utilisé.
| Participation à la Coupe de l'AFC 2022 | Participation à la Coupe de l'AFC 2022 |
| -------------------------------------- | -------------------------------------- |
|                                        | Participation                          |
|                                        | Non participation                      |

| Rang  | Rang  | Fédération membre | Points | Places           | Places             | Places               | Places                | Places             |
| Rang  | Rang  | Fédération membre | Points | Phase de groupes | Phase préliminaire | Phase préliminaire   | Phase préliminaire    | Phase préliminaire |
| Zone  | AFC   | Fédération membre | Points | Phase de groupes | Barrages           | 2e tour préliminaire | 1er tour préliminaire |                    |
| ----- | ----- | ----------------- | ------ | ---------------- | ------------------ | -------------------- | --------------------- | ------------------ |
| 1     | 12    | Jordanie          | 33.852 | 0                | 0                  | 0                    | 0                     |                    |
| 2     | 21    | Liban             | 24.746 | 2                | 0                  | 0                    | 0                     |                    |
| 3     | 22    | Syrie             | 22.505 | 2                | 0                  | 0                    | 0                     |                    |
| 4     | 24    | Bahreïn           | 17.749 | 2                | 0                  | 0                    | 0                     |                    |
| 5     | 29    | Oman              | 8.531  | 2                | 0                  | 0                    | 0                     |                    |
| 6     | 30    | Palestine         | 7.297  | 2                | 0                  | 0                    | 0                     |                    |
| 7     | 34    | Koweït            | 4.711  | 2                | 0                  | 0                    | 0                     |                    |
| 8     | 42    | Yémen             | 0.000  | 0                | 0                  | 0                    | 0                     |                    |
| Total | Total | Total             | Total  | 12               | 0                  | 0                    | 0                     |                    |
| Total | Total | Total             | Total  | 12               | 0                  |                      |                       |                    |
| Total | Total | Total             | Total  | 12               |                    |                      |                       |                    |

| Rang  | Rang  | Fédération membre | Points | Places           | Places             | Places               | Places                | Places             |
| Rang  | Rang  | Fédération membre | Points | Phase de groupes | Phase préliminaire | Phase préliminaire   | Phase préliminaire    | Phase préliminaire |
| Zone  | AFC   | Fédération membre | Points | Phase de groupes | Barrages           | 2e tour préliminaire | 1er tour préliminaire |                    |
| ----- | ----- | ----------------- | ------ | ---------------- | ------------------ | -------------------- | --------------------- | ------------------ |
| 1     | 10    | Ouzbékistan       | 45.562 | 1                | 0                  | 0                    | 0                     |                    |
| 2     | 17    | Tadjikistan       | 28.361 | 2                | 0                  | 0                    | 0                     |                    |
| 3     | 20    | Turkménistan      | 26.532 | 2                | 0                  | 0                    | 0                     |                    |
| 4     | 33    | Kirghizistan      | 5.466  | 2                | 0                  | 0                    | 0                     |                    |
| 5     | 41    | Afghanistan       | 0.206  | 0                | 0                  | 0                    | 0                     |                    |
| Total | Total | Total             | Total  | 7                | 0                  | 0                    | 0                     |                    |
| Total | Total | Total             | Total  | 7                | 0                  |                      |                       |                    |
| Total | Total | Total             | Total  | 7                |                    |                      |                       |                    |

| Rang  | Rang  | Fédération membre | Points | Places           | Places             | Places               | Places                | Places             |
| Rang  | Rang  | Fédération membre | Points | Phase de groupes | Phase préliminaire | Phase préliminaire   | Phase préliminaire    | Phase préliminaire |
| Zone  | AFC   | Fédération membre | Points | Phase de groupes | Barrages           | 2e tour préliminaire | 1er tour préliminaire |                    |
| ----- | ----- | ----------------- | ------ | ---------------- | ------------------ | -------------------- | --------------------- | ------------------ |
| 1     | 15    | Inde              | 23.888 | 1                | 0                  | 1                    | 0                     |                    |
| 2     | 25    | Bangladesh        | 16.690 | 1                | 0                  | 1                    | 0                     |                    |
| 3     | 26    | Maldives          | 14.798 | 1                | 0                  | 0                    | 1                     |                    |
| 4     | 36    | Népal             | 1.148  | 0                | 0                  | 0                    | 1                     |                    |
| 5     | 37    | Sri Lanka         | 0.774  | 0                | 0                  | 0                    | 1                     |                    |
| 6     | 38    | Bhoutan           | 0.688  | 0                | 0                  | 0                    | 1                     |                    |
| 7     | 42    | Pakistan          | 0.000  | 0                | 0                  | 0                    | 0                     |                    |
| Total | Total | Total             | Total  | 3                | 0                  | 2                    | 4                     |                    |
| Total | Total | Total             | Total  | 3                | 6                  |                      |                       |                    |
| Total | Total | Total             | Total  | 9                |                    |                      |                       |                    |

| Rang  | Rang  | Fédération membre | Points | Places           | Places             | Places               | Places                | Places             |
| Rang  | Rang  | Fédération membre | Points | Phase de groupes | Phase préliminaire | Phase préliminaire   | Phase préliminaire    | Phase préliminaire |
| Zone  | AFC   | Fédération membre | Points | Phase de groupes | Barrages           | 2e tour préliminaire | 1er tour préliminaire |                    |
| ----- | ----- | ----------------- | ------ | ---------------- | ------------------ | -------------------- | --------------------- | ------------------ |
| 1     | 13    | Philippines       | 32.130 | 1                | 0                  | 0                    | 0                     |                    |
| 2     | 16    | Viêt Nam          | 28.571 | 1                | 0                  | 0                    | 0                     |                    |
| 3     | 18    | Malaisie          | 26.960 | 2                | 0                  | 0                    | 0                     |                    |
| 4     | 19    | Singapour         | 26.607 | 2                | 0                  | 0                    | 0                     |                    |
| 5     | 27    | Birmanie          | 12.756 | 0                | 0                  | 0                    | 0                     |                    |
| 6     | 28    | Indonésie         | 12.550 | 2                | 0                  | 0                    | 0                     |                    |
| 7     | 31    | Cambodge          | 6.770  | 2                | 0                  | 0                    | 0                     |                    |
| 8     | 35    | Laos              | 2.241  | 2                | 0                  | 0                    | 0                     |                    |
| 9     | 42    | Brunei            | 0.000  | 0                | 0                  | 0                    | 0                     |                    |
| 10    | 42    | Timor oriental    | 0.000  | 0                | 0                  | 0                    | 0                     |                    |
| Total | Total | Total             | Total  | 12               | 0                  | 0                    | 0                     |                    |
| Total | Total | Total             | Total  | 12               | 0                  |                      |                       |                    |
| Total | Total | Total             | Total  | 12               |                    |                      |                       |                    |

| Rang  | Rang  | Fédération membre | Points | Places           | Places             | Places               | Places                | Places             |
| Rang  | Rang  | Fédération membre | Points | Phase de groupes | Phase préliminaire | Phase préliminaire   | Phase préliminaire    | Phase préliminaire |
| Zone  | AFC   | Fédération membre | Points | Phase de groupes | Barrages           | 2e tour préliminaire | 1er tour préliminaire |                    |
| ----- | ----- | ----------------- | ------ | ---------------- | ------------------ | -------------------- | --------------------- | ------------------ |
| 1     | 14    | Corée du Nord     | 30.100 | 0                | 0                  | 0                    | 0                     |                    |
| 2     | 23    | Hong Kong         | 19.945 | 1                | 1                  | 0                    | 0                     |                    |
| 3     | 32    | Macao             | 5.489  | 1                | 0                  | 0                    | 0                     |                    |
| 4     | 39    | Taiwan            | 0.457  | 1                | 0                  | 0                    | 0                     |                    |
| 5     | 40    | Mongolie          | 0.274  | 0                | 1                  | 0                    | 0                     |                    |
| 6     | 42    | Guam              | 0.000  | 0                | 0                  | 0                    | 0                     |                    |
| 7     | 42    | Mariannes du Nord | 0.000  | 0                | 0                  | 0                    | 0                     |                    |
| Total | Total | Total             | Total  | 3                | 2                  | 0                    | 0                     |                    |
| Total | Total | Total             | Total  | 3                | 2                  |                      |                       |                    |
| Total | Total | Total             | Total  | 5                |                    |                      |                       |                    |

### Équipes participantes
Les 38 équipes suivantes provenant de 27 associations entrent dans la compétition.
| Asie de l'ouest | Asie de l'ouest | Asie de l'ouest | Asie de l'ouest | Asie de l'ouest | Asie de l'ouest | Asie de l'ouest | Asie de l'ouest | Asie de l'ouest | Zone ASEAN | Zone ASEAN | Zone ASEAN | Zone ASEAN | Zone ASEAN | Zone ASEAN | Zone ASEAN | Zone ASEAN | Zone ASEAN |
| Phase de groupes | Phase de groupes | Phase de groupes | Phase de groupes | Phase de groupes | Phase de groupes | Phase de groupes | Phase de groupes | Phase de groupes | Phase de groupes | Phase de groupes | Phase de groupes | Phase de groupes | Phase de groupes | Phase de groupes | Phase de groupes | Phase de groupes | Phase de groupes |
| --- | --- | --- | --- | --- | --- | --- | --- | --- | --- | --- | --- | --- | --- | --- | --- | --- | --- |
| - Al-Ansar Champion du Liban en 2020-2021 et vainqueur de la coupe du Liban en 2020-2021 - Nejmeh SC Vice-champion du Liban en 2020-2021 - Tishreen SC Champion de Syrie en 2020-2021 - Jableh SC Vainqueur de la Coupe de Syrie en 2020-2021 - Riffa Club Champion de Bahreïn en 2020-2021 et vainqueur de la coupe de Bahreïn en 2020-2021 - East Riffa Vice-champion de Bahreïn en 2020-2021 - Al-Seeb Champion d'Oman en 2019-2020 - Dhofar Club Vainqueur de la coupe d'Oman en 2020-2021 - Shabab Al-Khalil SC Champion de Palestine en 2020-2021 - Hilal Al-Quds Troisième de Palestine en 2020-2021 - Al Arabi SC Champion du Koweït en 2020-2021 - Koweït SC Vainqueur de la coupe du Koweït en 2020-2021 | - Al-Ansar Champion du Liban en 2020-2021 et vainqueur de la coupe du Liban en 2020-2021 - Nejmeh SC Vice-champion du Liban en 2020-2021 - Tishreen SC Champion de Syrie en 2020-2021 - Jableh SC Vainqueur de la Coupe de Syrie en 2020-2021 - Riffa Club Champion de Bahreïn en 2020-2021 et vainqueur de la coupe de Bahreïn en 2020-2021 - East Riffa Vice-champion de Bahreïn en 2020-2021 - Al-Seeb Champion d'Oman en 2019-2020 - Dhofar Club Vainqueur de la coupe d'Oman en 2020-2021 - Shabab Al-Khalil SC Champion de Palestine en 2020-2021 - Hilal Al-Quds Troisième de Palestine en 2020-2021 - Al Arabi SC Champion du Koweït en 2020-2021 - Koweït SC Vainqueur de la coupe du Koweït en 2020-2021 | - Al-Ansar Champion du Liban en 2020-2021 et vainqueur de la coupe du Liban en 2020-2021 - Nejmeh SC Vice-champion du Liban en 2020-2021 - Tishreen SC Champion de Syrie en 2020-2021 - Jableh SC Vainqueur de la Coupe de Syrie en 2020-2021 - Riffa Club Champion de Bahreïn en 2020-2021 et vainqueur de la coupe de Bahreïn en 2020-2021 - East Riffa Vice-champion de Bahreïn en 2020-2021 - Al-Seeb Champion d'Oman en 2019-2020 - Dhofar Club Vainqueur de la coupe d'Oman en 2020-2021 - Shabab Al-Khalil SC Champion de Palestine en 2020-2021 - Hilal Al-Quds Troisième de Palestine en 2020-2021 - Al Arabi SC Champion du Koweït en 2020-2021 - Koweït SC Vainqueur de la coupe du Koweït en 2020-2021 | - Al-Ansar Champion du Liban en 2020-2021 et vainqueur de la coupe du Liban en 2020-2021 - Nejmeh SC Vice-champion du Liban en 2020-2021 - Tishreen SC Champion de Syrie en 2020-2021 - Jableh SC Vainqueur de la Coupe de Syrie en 2020-2021 - Riffa Club Champion de Bahreïn en 2020-2021 et vainqueur de la coupe de Bahreïn en 2020-2021 - East Riffa Vice-champion de Bahreïn en 2020-2021 - Al-Seeb Champion d'Oman en 2019-2020 - Dhofar Club Vainqueur de la coupe d'Oman en 2020-2021 - Shabab Al-Khalil SC Champion de Palestine en 2020-2021 - Hilal Al-Quds Troisième de Palestine en 2020-2021 - Al Arabi SC Champion du Koweït en 2020-2021 - Koweït SC Vainqueur de la coupe du Koweït en 2020-2021 | - Al-Ansar Champion du Liban en 2020-2021 et vainqueur de la coupe du Liban en 2020-2021 - Nejmeh SC Vice-champion du Liban en 2020-2021 - Tishreen SC Champion de Syrie en 2020-2021 - Jableh SC Vainqueur de la Coupe de Syrie en 2020-2021 - Riffa Club Champion de Bahreïn en 2020-2021 et vainqueur de la coupe de Bahreïn en 2020-2021 - East Riffa Vice-champion de Bahreïn en 2020-2021 - Al-Seeb Champion d'Oman en 2019-2020 - Dhofar Club Vainqueur de la coupe d'Oman en 2020-2021 - Shabab Al-Khalil SC Champion de Palestine en 2020-2021 - Hilal Al-Quds Troisième de Palestine en 2020-2021 - Al Arabi SC Champion du Koweït en 2020-2021 - Koweït SC Vainqueur de la coupe du Koweït en 2020-2021 | - Al-Ansar Champion du Liban en 2020-2021 et vainqueur de la coupe du Liban en 2020-2021 - Nejmeh SC Vice-champion du Liban en 2020-2021 - Tishreen SC Champion de Syrie en 2020-2021 - Jableh SC Vainqueur de la Coupe de Syrie en 2020-2021 - Riffa Club Champion de Bahreïn en 2020-2021 et vainqueur de la coupe de Bahreïn en 2020-2021 - East Riffa Vice-champion de Bahreïn en 2020-2021 - Al-Seeb Champion d'Oman en 2019-2020 - Dhofar Club Vainqueur de la coupe d'Oman en 2020-2021 - Shabab Al-Khalil SC Champion de Palestine en 2020-2021 - Hilal Al-Quds Troisième de Palestine en 2020-2021 - Al Arabi SC Champion du Koweït en 2020-2021 - Koweït SC Vainqueur de la coupe du Koweït en 2020-2021 | - Al-Ansar Champion du Liban en 2020-2021 et vainqueur de la coupe du Liban en 2020-2021 - Nejmeh SC Vice-champion du Liban en 2020-2021 - Tishreen SC Champion de Syrie en 2020-2021 - Jableh SC Vainqueur de la Coupe de Syrie en 2020-2021 - Riffa Club Champion de Bahreïn en 2020-2021 et vainqueur de la coupe de Bahreïn en 2020-2021 - East Riffa Vice-champion de Bahreïn en 2020-2021 - Al-Seeb Champion d'Oman en 2019-2020 - Dhofar Club Vainqueur de la coupe d'Oman en 2020-2021 - Shabab Al-Khalil SC Champion de Palestine en 2020-2021 - Hilal Al-Quds Troisième de Palestine en 2020-2021 - Al Arabi SC Champion du Koweït en 2020-2021 - Koweït SC Vainqueur de la coupe du Koweït en 2020-2021 | - Al-Ansar Champion du Liban en 2020-2021 et vainqueur de la coupe du Liban en 2020-2021 - Nejmeh SC Vice-champion du Liban en 2020-2021 - Tishreen SC Champion de Syrie en 2020-2021 - Jableh SC Vainqueur de la Coupe de Syrie en 2020-2021 - Riffa Club Champion de Bahreïn en 2020-2021 et vainqueur de la coupe de Bahreïn en 2020-2021 - East Riffa Vice-champion de Bahreïn en 2020-2021 - Al-Seeb Champion d'Oman en 2019-2020 - Dhofar Club Vainqueur de la coupe d'Oman en 2020-2021 - Shabab Al-Khalil SC Champion de Palestine en 2020-2021 - Hilal Al-Quds Troisième de Palestine en 2020-2021 - Al Arabi SC Champion du Koweït en 2020-2021 - Koweït SC Vainqueur de la coupe du Koweït en 2020-2021 | - Al-Ansar Champion du Liban en 2020-2021 et vainqueur de la coupe du Liban en 2020-2021 - Nejmeh SC Vice-champion du Liban en 2020-2021 - Tishreen SC Champion de Syrie en 2020-2021 - Jableh SC Vainqueur de la Coupe de Syrie en 2020-2021 - Riffa Club Champion de Bahreïn en 2020-2021 et vainqueur de la coupe de Bahreïn en 2020-2021 - East Riffa Vice-champion de Bahreïn en 2020-2021 - Al-Seeb Champion d'Oman en 2019-2020 - Dhofar Club Vainqueur de la coupe d'Oman en 2020-2021 - Shabab Al-Khalil SC Champion de Palestine en 2020-2021 - Hilal Al-Quds Troisième de Palestine en 2020-2021 - Al Arabi SC Champion du Koweït en 2020-2021 - Koweït SC Vainqueur de la coupe du Koweït en 2020-2021 | - Kaya FC Vainqueur de la coupe des Philippines en 2021 - Viettel FC Vice-champion du Viêt Nam en 2021 et vainqueur de la Coupe du Viêt Nam en 2020 - Kuala Lumpur FA Vainqueur de la coupe de Malaisie en 2021 - Kedah FA Vice-champion de Malaisie en 2021 - Hougang United Troisième de Singapour en 2021 - Tampines Rovers Quatrième de Singapour en 2021 - Shan United.Champion de Birmanie en 2020 - Hantharwady United Vice-champion de Birmanie en 2020 - Bali United Champion d'Indonésie en 2019 - PSM Makassar Vainqueur de la coupe d'Indonésie en 2018-2019 - Phnom Penh Crown Champion du Cambodge en 2021 | - Kaya FC Vainqueur de la coupe des Philippines en 2021 - Viettel FC Vice-champion du Viêt Nam en 2021 et vainqueur de la Coupe du Viêt Nam en 2020 - Kuala Lumpur FA Vainqueur de la coupe de Malaisie en 2021 - Kedah FA Vice-champion de Malaisie en 2021 - Hougang United Troisième de Singapour en 2021 - Tampines Rovers Quatrième de Singapour en 2021 - Shan United.Champion de Birmanie en 2020 - Hantharwady United Vice-champion de Birmanie en 2020 - Bali United Champion d'Indonésie en 2019 - PSM Makassar Vainqueur de la coupe d'Indonésie en 2018-2019 - Phnom Penh Crown Champion du Cambodge en 2021 | - Kaya FC Vainqueur de la coupe des Philippines en 2021 - Viettel FC Vice-champion du Viêt Nam en 2021 et vainqueur de la Coupe du Viêt Nam en 2020 - Kuala Lumpur FA Vainqueur de la coupe de Malaisie en 2021 - Kedah FA Vice-champion de Malaisie en 2021 - Hougang United Troisième de Singapour en 2021 - Tampines Rovers Quatrième de Singapour en 2021 - Shan United.Champion de Birmanie en 2020 - Hantharwady United Vice-champion de Birmanie en 2020 - Bali United Champion d'Indonésie en 2019 - PSM Makassar Vainqueur de la coupe d'Indonésie en 2018-2019 - Phnom Penh Crown Champion du Cambodge en 2021 | - Kaya FC Vainqueur de la coupe des Philippines en 2021 - Viettel FC Vice-champion du Viêt Nam en 2021 et vainqueur de la Coupe du Viêt Nam en 2020 - Kuala Lumpur FA Vainqueur de la coupe de Malaisie en 2021 - Kedah FA Vice-champion de Malaisie en 2021 - Hougang United Troisième de Singapour en 2021 - Tampines Rovers Quatrième de Singapour en 2021 - Shan United.Champion de Birmanie en 2020 - Hantharwady United Vice-champion de Birmanie en 2020 - Bali United Champion d'Indonésie en 2019 - PSM Makassar Vainqueur de la coupe d'Indonésie en 2018-2019 - Phnom Penh Crown Champion du Cambodge en 2021 | - Kaya FC Vainqueur de la coupe des Philippines en 2021 - Viettel FC Vice-champion du Viêt Nam en 2021 et vainqueur de la Coupe du Viêt Nam en 2020 - Kuala Lumpur FA Vainqueur de la coupe de Malaisie en 2021 - Kedah FA Vice-champion de Malaisie en 2021 - Hougang United Troisième de Singapour en 2021 - Tampines Rovers Quatrième de Singapour en 2021 - Shan United.Champion de Birmanie en 2020 - Hantharwady United Vice-champion de Birmanie en 2020 - Bali United Champion d'Indonésie en 2019 - PSM Makassar Vainqueur de la coupe d'Indonésie en 2018-2019 - Phnom Penh Crown Champion du Cambodge en 2021 | - Kaya FC Vainqueur de la coupe des Philippines en 2021 - Viettel FC Vice-champion du Viêt Nam en 2021 et vainqueur de la Coupe du Viêt Nam en 2020 - Kuala Lumpur FA Vainqueur de la coupe de Malaisie en 2021 - Kedah FA Vice-champion de Malaisie en 2021 - Hougang United Troisième de Singapour en 2021 - Tampines Rovers Quatrième de Singapour en 2021 - Shan United.Champion de Birmanie en 2020 - Hantharwady United Vice-champion de Birmanie en 2020 - Bali United Champion d'Indonésie en 2019 - PSM Makassar Vainqueur de la coupe d'Indonésie en 2018-2019 - Phnom Penh Crown Champion du Cambodge en 2021 | - Kaya FC Vainqueur de la coupe des Philippines en 2021 - Viettel FC Vice-champion du Viêt Nam en 2021 et vainqueur de la Coupe du Viêt Nam en 2020 - Kuala Lumpur FA Vainqueur de la coupe de Malaisie en 2021 - Kedah FA Vice-champion de Malaisie en 2021 - Hougang United Troisième de Singapour en 2021 - Tampines Rovers Quatrième de Singapour en 2021 - Shan United.Champion de Birmanie en 2020 - Hantharwady United Vice-champion de Birmanie en 2020 - Bali United Champion d'Indonésie en 2019 - PSM Makassar Vainqueur de la coupe d'Indonésie en 2018-2019 - Phnom Penh Crown Champion du Cambodge en 2021 | - Kaya FC Vainqueur de la coupe des Philippines en 2021 - Viettel FC Vice-champion du Viêt Nam en 2021 et vainqueur de la Coupe du Viêt Nam en 2020 - Kuala Lumpur FA Vainqueur de la coupe de Malaisie en 2021 - Kedah FA Vice-champion de Malaisie en 2021 - Hougang United Troisième de Singapour en 2021 - Tampines Rovers Quatrième de Singapour en 2021 - Shan United.Champion de Birmanie en 2020 - Hantharwady United Vice-champion de Birmanie en 2020 - Bali United Champion d'Indonésie en 2019 - PSM Makassar Vainqueur de la coupe d'Indonésie en 2018-2019 - Phnom Penh Crown Champion du Cambodge en 2021 | - Kaya FC Vainqueur de la coupe des Philippines en 2021 - Viettel FC Vice-champion du Viêt Nam en 2021 et vainqueur de la Coupe du Viêt Nam en 2020 - Kuala Lumpur FA Vainqueur de la coupe de Malaisie en 2021 - Kedah FA Vice-champion de Malaisie en 2021 - Hougang United Troisième de Singapour en 2021 - Tampines Rovers Quatrième de Singapour en 2021 - Shan United.Champion de Birmanie en 2020 - Hantharwady United Vice-champion de Birmanie en 2020 - Bali United Champion d'Indonésie en 2019 - PSM Makassar Vainqueur de la coupe d'Indonésie en 2018-2019 - Phnom Penh Crown Champion du Cambodge en 2021 |
| Tour de barrages | | | | | | | | | | | | | | | | | |
| | | | | | | | | | - Visakha FC Vainqueur de la coupe du Cambodge en 2021 - Young Elephants Troisième du Laos en 2020 | | | | | | | | |

| Asie centrale | Asie centrale | Asie centrale | Asie centrale | Asie centrale | Asie centrale | Asie centrale | Asie centrale | Asie centrale | Asie du Sud | Asie du Sud | Asie du Sud | Asie du Sud | Asie du Sud | Asie du Sud | Asie du Sud | Asie du Sud | Asie du Sud | Asie de l'Est | Asie de l'Est | Asie de l'Est | Asie de l'Est | Asie de l'Est | Asie de l'Est | Asie de l'Est | Asie de l'Est | Asie de l'Est |
| Phase de groupes | Phase de groupes | Phase de groupes | Phase de groupes | Phase de groupes | Phase de groupes | Phase de groupes | Phase de groupes | Phase de groupes | Phase de groupes | Phase de groupes | Phase de groupes | Phase de groupes | Phase de groupes | Phase de groupes | Phase de groupes | Phase de groupes | Phase de groupes | Phase de groupes | Phase de groupes | Phase de groupes | Phase de groupes | Phase de groupes | Phase de groupes | Phase de groupes | Phase de groupes | Phase de groupes |
| --- | --- | --- | --- | --- | --- | --- | --- | --- | --- | --- | --- | --- | --- | --- | --- | --- | --- | --- | --- | --- | --- | --- | --- | --- | --- | --- |
| - Sogdiana Jizzakh Vice-champion d'Ouzbékistan en 2021 - FK Khodjent Vainqueur de la Coupe du Tadjikistan en 2021 - CSKA-Pamir Douchanbé Troisième du Tadjikistan en 2021 - FK Altyn Asyr Champion du Turkménistan en 2021 - Köpetdag Achgabat Quatrième du Turkménistan en 2021 - Dordoi Bichkek Champion du Kirghizistan en 2021 - FK Neftchi Kotchkor-Ata Vainqueur de la Coupe du Kirghizistan en 2021 | - Sogdiana Jizzakh Vice-champion d'Ouzbékistan en 2021 - FK Khodjent Vainqueur de la Coupe du Tadjikistan en 2021 - CSKA-Pamir Douchanbé Troisième du Tadjikistan en 2021 - FK Altyn Asyr Champion du Turkménistan en 2021 - Köpetdag Achgabat Quatrième du Turkménistan en 2021 - Dordoi Bichkek Champion du Kirghizistan en 2021 - FK Neftchi Kotchkor-Ata Vainqueur de la Coupe du Kirghizistan en 2021 | - Sogdiana Jizzakh Vice-champion d'Ouzbékistan en 2021 - FK Khodjent Vainqueur de la Coupe du Tadjikistan en 2021 - CSKA-Pamir Douchanbé Troisième du Tadjikistan en 2021 - FK Altyn Asyr Champion du Turkménistan en 2021 - Köpetdag Achgabat Quatrième du Turkménistan en 2021 - Dordoi Bichkek Champion du Kirghizistan en 2021 - FK Neftchi Kotchkor-Ata Vainqueur de la Coupe du Kirghizistan en 2021 | - Sogdiana Jizzakh Vice-champion d'Ouzbékistan en 2021 - FK Khodjent Vainqueur de la Coupe du Tadjikistan en 2021 - CSKA-Pamir Douchanbé Troisième du Tadjikistan en 2021 - FK Altyn Asyr Champion du Turkménistan en 2021 - Köpetdag Achgabat Quatrième du Turkménistan en 2021 - Dordoi Bichkek Champion du Kirghizistan en 2021 - FK Neftchi Kotchkor-Ata Vainqueur de la Coupe du Kirghizistan en 2021 | - Sogdiana Jizzakh Vice-champion d'Ouzbékistan en 2021 - FK Khodjent Vainqueur de la Coupe du Tadjikistan en 2021 - CSKA-Pamir Douchanbé Troisième du Tadjikistan en 2021 - FK Altyn Asyr Champion du Turkménistan en 2021 - Köpetdag Achgabat Quatrième du Turkménistan en 2021 - Dordoi Bichkek Champion du Kirghizistan en 2021 - FK Neftchi Kotchkor-Ata Vainqueur de la Coupe du Kirghizistan en 2021 | - Sogdiana Jizzakh Vice-champion d'Ouzbékistan en 2021 - FK Khodjent Vainqueur de la Coupe du Tadjikistan en 2021 - CSKA-Pamir Douchanbé Troisième du Tadjikistan en 2021 - FK Altyn Asyr Champion du Turkménistan en 2021 - Köpetdag Achgabat Quatrième du Turkménistan en 2021 - Dordoi Bichkek Champion du Kirghizistan en 2021 - FK Neftchi Kotchkor-Ata Vainqueur de la Coupe du Kirghizistan en 2021 | - Sogdiana Jizzakh Vice-champion d'Ouzbékistan en 2021 - FK Khodjent Vainqueur de la Coupe du Tadjikistan en 2021 - CSKA-Pamir Douchanbé Troisième du Tadjikistan en 2021 - FK Altyn Asyr Champion du Turkménistan en 2021 - Köpetdag Achgabat Quatrième du Turkménistan en 2021 - Dordoi Bichkek Champion du Kirghizistan en 2021 - FK Neftchi Kotchkor-Ata Vainqueur de la Coupe du Kirghizistan en 2021 | - Sogdiana Jizzakh Vice-champion d'Ouzbékistan en 2021 - FK Khodjent Vainqueur de la Coupe du Tadjikistan en 2021 - CSKA-Pamir Douchanbé Troisième du Tadjikistan en 2021 - FK Altyn Asyr Champion du Turkménistan en 2021 - Köpetdag Achgabat Quatrième du Turkménistan en 2021 - Dordoi Bichkek Champion du Kirghizistan en 2021 - FK Neftchi Kotchkor-Ata Vainqueur de la Coupe du Kirghizistan en 2021 | - Sogdiana Jizzakh Vice-champion d'Ouzbékistan en 2021 - FK Khodjent Vainqueur de la Coupe du Tadjikistan en 2021 - CSKA-Pamir Douchanbé Troisième du Tadjikistan en 2021 - FK Altyn Asyr Champion du Turkménistan en 2021 - Köpetdag Achgabat Quatrième du Turkménistan en 2021 - Dordoi Bichkek Champion du Kirghizistan en 2021 - FK Neftchi Kotchkor-Ata Vainqueur de la Coupe du Kirghizistan en 2021 | - Gokulam Kerala Champion d'Inde en 2020-2021 - Bashundhara Kings Champion du Bangladesh en 2021 et vainqueur de la Coupe du Bangladesh en 2021. - Maziya Champion des Maldives en 2020-2021                   | - Gokulam Kerala Champion d'Inde en 2020-2021 - Bashundhara Kings Champion du Bangladesh en 2021 et vainqueur de la Coupe du Bangladesh en 2021. - Maziya Champion des Maldives en 2020-2021 | - Gokulam Kerala Champion d'Inde en 2020-2021 - Bashundhara Kings Champion du Bangladesh en 2021 et vainqueur de la Coupe du Bangladesh en 2021. - Maziya Champion des Maldives en 2020-2021 | - Gokulam Kerala Champion d'Inde en 2020-2021 - Bashundhara Kings Champion du Bangladesh en 2021 et vainqueur de la Coupe du Bangladesh en 2021. - Maziya Champion des Maldives en 2020-2021 | - Gokulam Kerala Champion d'Inde en 2020-2021 - Bashundhara Kings Champion du Bangladesh en 2021 et vainqueur de la Coupe du Bangladesh en 2021. - Maziya Champion des Maldives en 2020-2021 | - Gokulam Kerala Champion d'Inde en 2020-2021 - Bashundhara Kings Champion du Bangladesh en 2021 et vainqueur de la Coupe du Bangladesh en 2021. - Maziya Champion des Maldives en 2020-2021 | - Gokulam Kerala Champion d'Inde en 2020-2021 - Bashundhara Kings Champion du Bangladesh en 2021 et vainqueur de la Coupe du Bangladesh en 2021. - Maziya Champion des Maldives en 2020-2021 | - Gokulam Kerala Champion d'Inde en 2020-2021 - Bashundhara Kings Champion du Bangladesh en 2021 et vainqueur de la Coupe du Bangladesh en 2021. - Maziya Champion des Maldives en 2020-2021 | - Gokulam Kerala Champion d'Inde en 2020-2021 - Bashundhara Kings Champion du Bangladesh en 2021 et vainqueur de la Coupe du Bangladesh en 2021. - Maziya Champion des Maldives en 2020-2021 | - Eastern AA Vice-champion de Hong Kong en 2020-2021 - Chao Pak Kei Champion de Macao en 2021 et vainqueur de la coupe de Macao en 2021 - Taiwan City Champion de Taïwan en 2021 | - Eastern AA Vice-champion de Hong Kong en 2020-2021 - Chao Pak Kei Champion de Macao en 2021 et vainqueur de la coupe de Macao en 2021 - Taiwan City Champion de Taïwan en 2021 | - Eastern AA Vice-champion de Hong Kong en 2020-2021 - Chao Pak Kei Champion de Macao en 2021 et vainqueur de la coupe de Macao en 2021 - Taiwan City Champion de Taïwan en 2021 | - Eastern AA Vice-champion de Hong Kong en 2020-2021 - Chao Pak Kei Champion de Macao en 2021 et vainqueur de la coupe de Macao en 2021 - Taiwan City Champion de Taïwan en 2021 | - Eastern AA Vice-champion de Hong Kong en 2020-2021 - Chao Pak Kei Champion de Macao en 2021 et vainqueur de la coupe de Macao en 2021 - Taiwan City Champion de Taïwan en 2021 | - Eastern AA Vice-champion de Hong Kong en 2020-2021 - Chao Pak Kei Champion de Macao en 2021 et vainqueur de la coupe de Macao en 2021 - Taiwan City Champion de Taïwan en 2021 | - Eastern AA Vice-champion de Hong Kong en 2020-2021 - Chao Pak Kei Champion de Macao en 2021 et vainqueur de la coupe de Macao en 2021 - Taiwan City Champion de Taïwan en 2021 | - Eastern AA Vice-champion de Hong Kong en 2020-2021 - Chao Pak Kei Champion de Macao en 2021 et vainqueur de la coupe de Macao en 2021 - Taiwan City Champion de Taïwan en 2021 | - Eastern AA Vice-champion de Hong Kong en 2020-2021 - Chao Pak Kei Champion de Macao en 2021 et vainqueur de la coupe de Macao en 2021 - Taiwan City Champion de Taïwan en 2021 |
| Tour de barrages | | | | | | | | | | | | | | | | | | | | | | | | | | |
| | | | | | | | | | - Abahani Limited Dhaka Troisième du Bangladesh en 2021 | - Abahani Limited Dhaka Troisième du Bangladesh en 2021 | - Abahani Limited Dhaka Troisième du Bangladesh en 2021 | - Abahani Limited Dhaka Troisième du Bangladesh en 2021 | - Abahani Limited Dhaka Troisième du Bangladesh en 2021 | - Abahani Limited Dhaka Troisième du Bangladesh en 2021 | - Abahani Limited Dhaka Troisième du Bangladesh en 2021 | - Abahani Limited Dhaka Troisième du Bangladesh en 2021 | - Abahani Limited Dhaka Troisième du Bangladesh en 2021 | - Lee Man Troisième de Hong Kong en 2020-2021 - Athletic 220 Champion de Mongolie en 2021                                                                                        | - Lee Man Troisième de Hong Kong en 2020-2021 - Athletic 220 Champion de Mongolie en 2021                                                                                        | - Lee Man Troisième de Hong Kong en 2020-2021 - Athletic 220 Champion de Mongolie en 2021                                                                                        | - Lee Man Troisième de Hong Kong en 2020-2021 - Athletic 220 Champion de Mongolie en 2021                                                                                        | - Lee Man Troisième de Hong Kong en 2020-2021 - Athletic 220 Champion de Mongolie en 2021                                                                                        | - Lee Man Troisième de Hong Kong en 2020-2021 - Athletic 220 Champion de Mongolie en 2021                                                                                        | - Lee Man Troisième de Hong Kong en 2020-2021 - Athletic 220 Champion de Mongolie en 2021                                                                                        | - Lee Man Troisième de Hong Kong en 2020-2021 - Athletic 220 Champion de Mongolie en 2021                                                                                        | - Lee Man Troisième de Hong Kong en 2020-2021 - Athletic 220 Champion de Mongolie en 2021                                                                                        |
| Deuxième tour préliminaire | | | | | | | | | | | | | | | | | | | | | | | | | | |
| | | | | | | | | | - ATK Mohun Bagan Deuxième en saison régulière de l'Indian Super League en 2020-2021 | | | | | | | | | | | | | | | | | |
| Premier tour préliminaire | | | | | | | | | | | | | | | | | | | | | | | | | | |
| | | | | | | | | | - Club Valencia Vice-champion des Maldives en 2020-2021 - Machhindra FC Premier du Népal après sept journées en 2021-2022 - Blue Star Champion du Sri Lanka en 2021-2022 - Paro FC Champion du Bhoutan en 2021 | | | | | | | | | | | | | | | | | |

## Calendrier
En raison de la pandémie de Covid-19 et de la tenue de la Coupe du monde 2022 en fin d'année 2022, tous les tours se jouent sur un seul match avec le club de l'association membre la mieux classée accueillant la rencontre et trois journées (contre six auparavant) ont lieu à un endroit centralisé pour chaque zone au cours de la phase de groupes. Le calendrier est différent selon les zones géographiques,
C sera utilisé pour l'Asie centrale,
O pour l'Asie de l'Ouest,
A pour la zone ASEAN,
S pour l'Asie du Sud et
E pour l'Asie de l'Est.
Le calendrier de la compétition est le suivant.
| Nom                            | Tirage au sort            | Zone de l'Ouest      | Zone du Sud          | Zone Centrale           | Zone de ASEAN           | Zone de l'Est           |
| Nom                            | Tirage au sort            | Date                 | Date                 | Date                    | Date                    | Date                    |
| ------------------------------ | ------------------------- | -------------------- | -------------------- | ----------------------- | ----------------------- | ----------------------- |
| Tours de qualification         |                           |                      |                      |                         |                         |                         |
| Premier tour préliminaire      | Pas de tirage au sort     |                      | 5 avril              |                         |                         |                         |
| Deuxième tour préliminaire     | Pas de tirage au sort     |                      | 12 avril             |                         |                         |                         |
| Tour de barrages               | Pas de tirage au sort     |                      | 19 avril             |                         |                         | 19 avril                |
| Phase de groupes               |                           |                      |                      |                         |                         |                         |
| Journées 1Journées 2Journées 3 | 27 janvier à Kuala Lumpur | 18 mai 21 mai 24 mai | 18 mai 21 mai 24 mai | 24 juin 27 juin 30 juin | 24 juin 27 juin 30 juin | 24 juin 27 juin 30 juin |
| Phase finale                   |                           |                      |                      |                         |                         |                         |
| Demi-finales de zone           |                           | 5 et 6 septembre     |                      |                         | 9 et 10 août            |                         |
| Finales de zone                |                           |                      |                      | 17 août                 | 24 août 4 octobre       |                         |
| Demi-finales inter-zones       |                           | 6 et 7 septembre     | 6 et 7 septembre     | 6 et 7 septembre        | 6 et 7 septembre        | 6 et 7 septembre        |
| Finale inter-zones             |                           | 5 octobre            | 5 octobre            | 5 octobre               | 5 octobre               | 5 octobre               |
| Finale                         |                           | samedi 24 octobre à  | samedi 24 octobre à  | samedi 24 octobre à     | samedi 24 octobre à     | samedi 24 octobre à     |

## Résultats

### Phase préliminaire

#### Premier tour préliminaire
Asie du Sud
| Équipe        | Résultat    | Équipe    |
| ------------- | ----------- | --------- |
| Machhindra FC | 1 - 2       | Blue Star |
| Club Valencia | 2 - 1 a. p. | Paro FC   |

#### Deuxième tour préliminaire
Asie du Sud
| Équipe                | Résultat | Équipe        |
| --------------------- | -------- | ------------- |
| ATK Mohun Bagan       | 5 - 0    | Blue Star     |
| Abahani Limited Dhaka | Annulé   | Club Valencia |

#### Barrages
Asie de l'Est
| Équipe  | Résultat | Équipe       |
| ------- | -------- | ------------ |
| Lee Man | 2 - 1    | Athletic 220 |

Asie du Sud
| Équipe          | Résultat | Équipe                |
| --------------- | -------- | --------------------- |
| ATK Mohun Bagan | 3 - 1    | Abahani Limited Dhaka |

ASEAN
| Équipe     | Résultat | Équipe          |
| ---------- | -------- | --------------- |
| Visakha FC | Annulé   | Young Elephants |

### Phase de groupes
Le tirage au sort pour la phase de groupes se tient le 17 janvier 2022. Les 39 équipes participantes sont réparties en dix groupes, neuf de quatre et un de trois : trois groupes pour les zones Ouest (A-B-C) et ASEAN (G-H-I), deux groupes pour l'Asie centrale (E-F) et un groupe pour chacune des autres zones, à savoir l'Asie du Sud (D) et l'Asie de l'Est (J).
- Les vainqueurs et le meilleur second des groupes des zones Ouest et ASEAN se qualifient pour les demi-finales de zone.
- Les vainqueurs des groupes E-F de l'Asie centrale se qualifient pour la finale de zone.
- Les vainqueurs des groupes D (Asie du Sud) et J (Asie de l'Est) se qualifient pour les demi-finales inter-zones.

Ce n'est pas la différence de buts générale qui permet de départager les équipes à égalité mais le nombre de points acquis lors des confrontations en face-à-face.
Légende des résultats
- Victoire à domicile
- Match nul
- Victoire à l'extérieur

#### Zone de l'Ouest Groupe A
| Rang | Équipe    | Pts | J | G | N | P | Bp | Bc | Diff |  | Résultats (▼ dom., ► ext.) |     |     |     |     |
| ---- | --------- | --- | - | - | - | - | -- | -- | ---- |  | -------------------------- | --- | --- | --- | --- |
| 1    | Al-Seeb   | 6   | 3 | 2 | 0 | 1 | 6  | 2  | +4   |  | Al-Seeb                    |     |     | 1-0 |     |
| 2    | Koweït SC | 5   | 3 | 1 | 2 | 0 | 3  | 2  | +1   |  | Koweït SC                  | 2-1 |     |     |     |
| 3    | Jableh SC | 4   | 3 | 1 | 1 | 1 | 1  | 1  | 0    |  | Jableh SC                  |     | 0-0 |     | 1-0 |
| 4    | Al-Ansar  | 1   | 3 | 0 | 1 | 2 | 1  | 6  | -5   |  | Al-Ansar                   | 0-4 | 1-1 |     |     |

#### Zone de l'Ouest Groupe B
| Rang | Équipe              | Pts | J | G | N | P | Bp | Bc | Diff |  | Résultats (▼ dom., ► ext.) |     |     |     |     |
| ---- | ------------------- | --- | - | - | - | - | -- | -- | ---- |  | -------------------------- | --- | --- | --- | --- |
| 1    | Al Arabi SC         | 7   | 3 | 2 | 1 | 0 | 5  | 3  | +2   |  | Al Arabi SC                |     |     |     | 1-0 |
| 2    | East Riffa          | 6   | 3 | 2 | 0 | 1 | 8  | 6  | +2   |  | East Riffa                 | 2-3 |     |     | 3-1 |
| 3    | Dhofar Club         | 4   | 3 | 1 | 1 | 1 | 6  | 4  | +2   |  | Dhofar Club                | 1-1 | 2-3 |     |     |
| 4    | Shabab Al-Khalil SC | 0   | 3 | 0 | 0 | 3 | 1  | 7  | -6   |  | Shabab Al-Khalil SC        |     |     | 0-3 |     |

#### Zone de l'Ouest Groupe C
| Rang | Équipe             | Pts | J | G | N | P | Bp | Bc | Diff |  | Résultats (▼ dom., ► ext.) |     |     |     |     |
| ---- | ------------------ | --- | - | - | - | - | -- | -- | ---- |  | -------------------------- | --- | --- | --- | --- |
| 1    | Riffa Club         | 5   | 3 | 1 | 2 | 0 | 5  | 3  | +2   |  | Riffa Club                 |     | 2-0 |     | 2-2 |
| 2    | Tishreen SC        | 4   | 3 | 1 | 1 | 1 | 3  | 3  | 0    |  | Tishreen SC                |     |     | 3-1 | 0-0 |
| 3    | Nejmeh SC          | 4   | 3 | 1 | 1 | 1 | 4  | 4  | 0    |  | Nejmeh SC                  | 1-1 |     |     |     |
| 4    | Club Hilal Al-Quds | 2   | 3 | 0 | 2 | 1 | 2  | 4  | -2   |  | Club Hilal Al-Quds         |     |     | 0-2 |     |

#### Zone du Sud Groupe D
| Rang | Équipe            | Pts | J | G | N | P | Bp | Bc | Diff |  | Résultats (▼ dom., ► ext.) |     |     |     |     |
| ---- | ----------------- | --- | - | - | - | - | -- | -- | ---- |  | -------------------------- | --- | --- | --- | --- |
| 1    | ATK Mohun Bagan   | 6   | 3 | 2 | 0 | 1 | 11 | 6  | +5   |  | ATK Mohun Bagan            |     | 4-0 |     |     |
| 2    | Bashundhara Kings | 6   | 3 | 2 | 0 | 1 | 3  | 5  | -2   |  | Bashundhara Kings          |     |     | 1-0 |     |
| 3    | Maziya            | 3   | 3 | 1 | 0 | 2 | 3  | 6  | -3   |  | Maziya                     | 2-5 |     |     | 1-0 |
| 4    | Gokulam Kerala    | 3   | 3 | 1 | 0 | 2 | 5  | 5  | 0    |  | Gokulam Kerala             | 4-2 | 1-2 |     |     |

#### Zone Centrale Groupe E
| Rang | Équipe                  | Pts | J | G | N | P | Bp | Bc | Diff |  | Résultats (▼ dom., ► ext.) |     |     |     |     |
| ---- | ----------------------- | --- | - | - | - | - | -- | -- | ---- |  | -------------------------- | --- | --- | --- | --- |
| 1    | Sogdiana Jizzakh        | 9   | 3 | 3 | 0 | 0 | 8  | 3  | +5   |  | Sogdiana Jizzakh           |     | 3-1 |     | 2-0 |
| 2    | FK Altyn Asyr           | 4   | 3 | 1 | 1 | 1 | 3  | 4  | -1   |  | FK Altyn Asyr              |     |     | 1-1 |     |
| 3    | CSKA-Pamir Douchanbé    | 2   | 3 | 0 | 2 | 1 | 3  | 4  | -1   |  | CSKA-Pamir Douchanbé       | 2-3 |     |     | 0-0 |
| 4    | FK Neftchi Kotchkor-Ata | 1   | 3 | 0 | 1 | 2 | 0  | 3  | -3   |  | FK Neftchi Kotchkor-Ata    |     | 0-1 |     |     |

#### Zone Centrale Groupe F
| Rang | Équipe            | Pts | J | G | N | P | Bp | Bc | Diff |  | Résultats (▼ dom., ► ext.) |     |     |     |
| ---- | ----------------- | --- | - | - | - | - | -- | -- | ---- |  | -------------------------- | --- | --- | --- |
| 1    | FK Khodjent       | 4   | 2 | 1 | 1 | 0 | 3  | 1  | +2   |  | FK Khodjent                |     |     | 0-0 |
| 2    | Köpetdag Achgabat | 3   | 2 | 1 | 0 | 1 | 2  | 3  | -1   |  | Köpetdag Achgabat          | 1-3 |     |     |
| 3    | Dordoi Bichkek    | 1   | 2 | 0 | 1 | 1 | 0  | 1  | -1   |  | Dordoi Bichkek             |     | 0-1 |     |

#### Zone de ASEAN Groupe G
| Rang | Équipe      | Pts | J | G | N | P | Bp | Bc | Diff |  | Résultats (▼ dom., ► ext.) |     |     |     |     |
| ---- | ----------- | --- | - | - | - | - | -- | -- | ---- |  | -------------------------- | --- | --- | --- | --- |
| 1    | Kedah FA    | 6   | 3 | 2 | 0 | 1 | 9  | 4  | +5   |  | Kedah FA                   |     | 5-1 |     | 4-1 |
| 2    | Visakha FC  | 6   | 3 | 2 | 0 | 1 | 8  | 8  | 0    |  | Visakha FC                 |     |     | 5-2 |     |
| 3    | Bali United | 6   | 3 | 2 | 0 | 1 | 5  | 5  | 0    |  | Bali United                | 2-0 |     |     |     |
| 4    | Kaya FC     | 0   | 3 | 0 | 0 | 3 | 2  | 7  | -5   |  | Kaya FC                    |     | 1-2 | 0-1 |     |

#### Zone de ASEAN Groupe H
| Rang | Équipe          | Pts | J | G | N | P | Bp | Bc | Diff |  | Résultats (▼ dom., ► ext.) |     |     |     |
| ---- | --------------- | --- | - | - | - | - | -- | -- | ---- |  | -------------------------- | --- | --- | --- |
| 1    | PSM Makassar    | 4   | 2 | 1 | 1 | 0 | 3  | 1  | +2   |  | PSM Makassar               |     | 0-0 |     |
| 2    | Kuala Lumpur FA | 4   | 2 | 1 | 1 | 0 | 2  | 1  | +1   |  | Kuala Lumpur FA            |     |     | 2-1 |
| 3    | Tampines Rovers | 0   | 2 | 0 | 0 | 2 | 2  | 5  | -3   |  | Tampines Rovers            | 1-3 |     |     |

#### Zone de ASEAN Groupe I
| Rang | Équipe           | Pts | J | G | N | P | Bp | Bc | Diff |  | Résultats (▼ dom., ► ext.) |     |     |     |     |
| ---- | ---------------- | --- | - | - | - | - | -- | -- | ---- |  | -------------------------- | --- | --- | --- | --- |
| 1    | Viettel FC       | 9   | 3 | 3 | 0 | 0 | 11 | 3  | +8   |  | Viettel FC                 |     | 5-2 |     | 5-1 |
| 2    | Hougang United   | 6   | 3 | 2 | 0 | 1 | 9  | 9  | 0    |  | Hougang United             |     |     | 4-3 |     |
| 3    | Phnom Penh Crown | 3   | 3 | 1 | 0 | 2 | 7  | 7  | 0    |  | Phnom Penh Crown           | 0-1 |     |     | 4-2 |
| 4    | Young Elephant   | 0   | 3 | 0 | 0 | 3 | 4  | 12 | -8   |  | Young Elephant             |     | 1-3 |     |     |

#### Zone de l'Est Groupe J
| Rang | Équipe      | Pts | J | G | N | P | Bp | Bc | Diff |  | Résultats (▼ dom., ► ext.) |     |     |     |
| ---- | ----------- | --- | - | - | - | - | -- | -- | ---- |  | -------------------------- | --- | --- | --- |
| 1    | Eastern AA  | 6   | 2 | 2 | 0 | 0 | 6  | 2  | +4   |  | Eastern AA                 |     |     | 3-1 |
| 2    | Lee Man     | 3   | 2 | 1 | 0 | 1 | 4  | 4  | 0    |  | Lee Man                    | 1-3 |     |     |
| 3    | Taiwan City | 0   | 2 | 0 | 0 | 2 | 2  | 6  | -4   |  | Taiwan City                |     | 1-3 |     |

#### Classements des meilleurs deuxièmes
Le meilleur deuxième de chaque zone est qualifié pour les demi-finales de zone.
| Rang | Équipe             | Pts | J | G | N | P | Bp | Bc | Diff |
| ---- | ------------------ | --- | - | - | - | - | -- | -- | ---- |
| 1    | East Riffa (Gr.B)  | 6   | 3 | 2 | 0 | 1 | 8  | 6  | +2   |
| 2    | Koweït SC (Gr.A)   | 5   | 3 | 1 | 2 | 0 | 3  | 2  | +1   |
| 3    | Tishreen SC (Gr.C) | 4   | 3 | 1 | 1 | 1 | 3  | 3  | 0    |

| Rang | Équipe                 | Pts | J | G | N | P | Bp | Bc | Diff |
| ---- | ---------------------- | --- | - | - | - | - | -- | -- | ---- |
| 1    | Kuala Lumpur FA (Gr.H) | 4   | 2 | 1 | 1 | 0 | 2  | 1  | +1   |
| 2    | Visakha FC (Gr.G)      | 3   | 2 | 1 | 0 | 1 | 6  | 7  | -1   |
| 3    | Hougang United (Gr.I)  | 3   | 2 | 1 | 0 | 1 | 6  | 8  | -2   |

### Phase finale

#### Demi-finales de zone
| Équipe       | Résultat              | Équipe          |
| ------------ | --------------------- | --------------- |
| PSM Makassar | 2 - 1                 | Kedah FA        |
| Viettel FC   | 0 - 0 a. p. (5-6 tab) | Kuala Lumpur FA |
| Al Arabi SC  | 1 - 2 a. p.           | Al-Seeb         |
| East Riffa   | 1 - 1 a. p. (4-5 tab) | Riffa Club      |

#### Finales de zone
| Équipe          | Résultat | Équipe           |
| --------------- | -------- | ---------------- |
| FK Khodjent     | 0 - 4    | Sogdiana Jizzakh |
| Kuala Lumpur FA | 5 - 2    | PSM Makassar     |
| Al-Seeb         | 4 - 0    | East Riffa       |

#### Demi-finales inter-zones
| Équipe           | Résultat | Équipe          |
| ---------------- | -------- | --------------- |
| Sogdiana Jizzakh | 1 - 0    | Eastern AA      |
| ATK Mohun Bagan  | 1 - 3    | Kuala Lumpur FA |

#### Finale inter-zones
| Équipe           | Résultat              | Équipe          |
| ---------------- | --------------------- | --------------- |
| Sogdiana Jizzakh | 0 - 0 a. p. (3-5 tab) | Kuala Lumpur FA |

#### Finale
| Équipe          | Résultat | Équipe  |
| --------------- | -------- | ------- |
| Kuala Lumpur FA | 0 - 3    | Al-Seeb |